# Zvonimir Bilić
Zvonimir Bilić (Livno, 22. rujna 1971.) je hrvatski bivši rukometaš i rukometni reprezentativac. Suprug je hrvatske košarkaške reprezentativke Danire Bilić (rođ. Nakić).
Igrao je od 1994. do 2000. u Zagrebu, zatim u talijanskom Conversanu, a 2005/.06. u Medveščaku.

## Reprezentativna karijera
Osvojio je zlato na Mediteranskim igrama 2001. u Tunisu i srebro na svjetskom prvenstvu 1995. godine.